# Pentopetia intermedia
Pentopetia intermedia är en oleanderväxtart som beskrevs av J. Klackenberg. Pentopetia intermedia ingår i släktet Pentopetia och familjen oleanderväxter. Inga underarter finns listade i Catalogue of Life.